# SummerSlam 2007
SummerSlam 2007 was een professioneel worstel-pay-per-viewevenement dat geproduceerd werd door World Wrestling Entertainment (WWE). Dit evenement was de 20ste editie van SummerSlam en vond plaats in de Izod Center in East Rutherford (New Jersey) op 26 augustus 2007.

## Matchen
| Nr.                                      | Match | Winnaar(s)                       |
| ---------------------------------------- | --- | -------------------------------- |
| Dark match                               | Lance Cade en Trevor Murdoch vs. Paul London en Brian Kendrick in een tag team match | Lance Cade & Trevor Murdoch      |
| 1                                        | Kane vs. Finlay in een 1-op-1 match | Kane                             |
| 2                                        | Umaga (c) vs. Carlito vs. Mr. Kennedy in een triple-threat match voor het WWE Intercontinental Championship | Umaga                            |
| 3                                        | Rey Mysterio vs. Chavo Guerrero in een 1-op-1 match | Rey Mysterio                     |
| 4                                        | Beth Phoenix vs. Michelle McCool vs. Torrie Wilson vs. Melina vs. Mickie James vs. Jillian Hall vs. Kelly Kelly vs. Kristal Marshall vs. Victoria vs. Layla vs. Maria vs. Brooke in een Interpromotional Divas Battle Royal | Beth Phoenix                     |
| 5                                        | John Morrison (c) vs. CM Punk in een 1-op-1 match voor het ECW Championship | John Morrison                    |
| 6                                        | Triple-H vs. Booker-T (met Queen Sharmell) in een 1-op-1 match | Triple-H                         |
| 7                                        | The Great Khali(c) (met Ranjin Singh) vs. Batista in een 1-op-1 match voor het World Heavyweight Championship | Batista won door diskwalificatie |
| 8                                        | John Cena (c) vs. Randy Orton in een 1-op-1 match voor het WWE Championship | John Cena (c)                    |
| (c) huidige kampioen voor en na de match | |                                  |